# Hugo Øster Bendtsen
Hugo Øster Bendtsen (25. maj 1948 i Nakskov – 10. juli 1998) var en dansk skuespiller.
Bendtsen blev uddannet fra Statens Teaterskole i 1974 og debuterede på Folketeatret. Han var tilknyttet flere eksperimenterende teatre som Cafe Teatret, Søllerød Scenen og Husets Teater indtil han i 1979 blev fastansat på Odense Teater. Fra 1988 fungerede han som freelancer, men vendte flere gange tilbage til Odense. Blandt hans mest kendte rolle var rollen som Mogensen i Det forsømte forår.

## Filmografi
- Manden i månen (1986)
- Oviri (1986)
- De nøgne træer (1991)
- Jesus vender tilbage (1992)
- Russian Pizza Blues (1992)
- Det forsømte forår (1993)
- Ørnens øje (1997)

### Tv-serier
- Cirkus Julius (1988)
- Strenge tider (1994)
- Bryggeren (1996-1997)